# Sturzkampfgeschwader 168
La Sturzkampfgeschwader 168 (St.G.168) (168e escadron de bombardement en piqué) est une unité de bombardements en piqué de la Luftwaffe pendant la Seconde Guerre mondiale.

## Opérations
Le St.G.168 a mis en œuvre des avions Henschel Hs 123 et des Heinkel He 70.

## Organisation
Le St.G.168 n'a été que partiellement constitué, sans Geschwaderstab (état-major d'escadron) avec seulement un gruppe. 

### I. Gruppe
Formé le 1er avril 1938 à Graz à partir du I./St.G.167 avec :
- Stab I./St.G.168 à partir du Stab I./St.G.167
- 1./St.G.168 à partir du 1./St.G.167
- 2./St.G.168 à partir du 2./St.G.167
- 3./St.G.168 à partir du 3./St.G.167

Le 1er avril 1939, le I./St.G.168 devient I./St.G.76 avec :
- Stab I./St.G.168 devient Stab I./St.G.76
- 1./St.G.168 devient 1./St.G.76
- 2./St.G.168 devient 2./St.G.76
- 3./St.G.168 devient 3./St.G.76

Gruppenkommandeure (Commandant de groupe) :
| Début | Fin          | Grade     | Nom           |
| ----- | ------------ | --------- | ------------- |
| ?     | ?            | ?         | ?             |
| ?     | 1er mai 1939 | Hauptmann | Walter Siegel |